# Villarrodrigo de las Regueras
Villarrodrigo de las Regueras es una localidad española perteneciente al municipio de Villaquilambre, en la provincia de León y la comarca de Tierra de León, en la comunidad autónoma de Castilla y León. 
Situado a la margen izquierda del río Torío.
Los terrenos de Villarrodrigo de las Regueras limitan con los de Robledo de Torío, Villanueva del Árbol y Canaleja al norte, Castrillino y Santovenia del Monte al noreste, Villafeliz de la Sobarriba, Carbajosa, Villalboñe y Solanilla al este, Villacil y Villavente al sureste, Villamoros de las Regueras y Villaobispo de las Regueras al sur, León al suroeste, Navatejera al oeste y Villaquilambre y Villasinta de Torío al noroeste.
Perteneció a la antigua Hermandad de las Regueras.
Es el segundo de los pueblos del municipio situados en la carretera de Santander. Su dimensión es en la actualidad reducida, si bien se está viendo sometido a un desarrollo urbanístico que representará una explosión demográfica para todo el municipio y sin duda dará un giro de 180 grados a la población. En la actualidad se está llevando a cabo la construcción de dos urbanizaciones que aumentarán la población considerablemente.
El nombre de este pueblo, según Matías Díez, hace referencia al río Torío. En sus inicios se llamó Villanueva de Rodrigo Abull, cuyo significado es rico en gloria, rico en riego.
Villarrodrigo sobresale fundamentalmente por sus tradiciones. La más destacable es la de los carros engalanados. Un evento que une vecinos con el objetivo de engalanar el mejor carro. Tejados hechos con urces, colchas tejidas a mano, mantas, candiles, faroles, cazuelas, trillos son algunos de los utensilios que llevan años dando premios a estos vecinos que pretenden mantener tradiciones ancestrales. 